# Němčice nad Hanou
Němčice nad Hanou là một thị trấn thuộc huyện Prostějov, vùng Olomoucký, Cộng hòa Séc.